# Abbotsford (Wisconsin)
Abbotsford is een plaats (city) in de Amerikaanse staat Wisconsin, en valt bestuurlijk gezien onder Clark County en Marathon County.

## Demografie

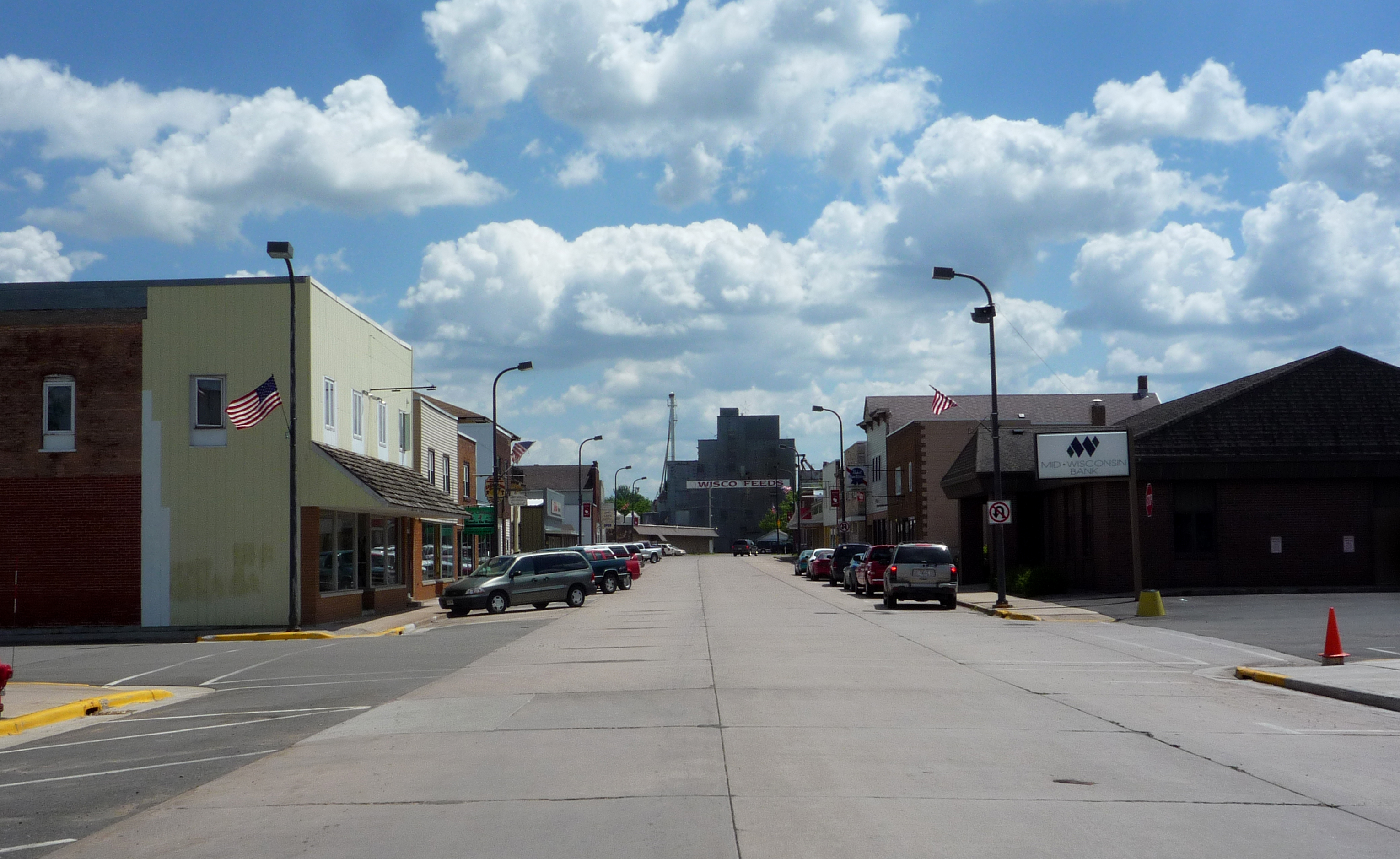

Bij de volkstelling in 2000 werd het aantal inwoners vastgesteld op 1956. In 2006 is het aantal inwoners door het United States Census Bureau geschat op 1935, een daling van 21 (−1,1%).

## Geografie
Volgens het United States Census Bureau beslaat de plaats een oppervlakte van 7,9 km², geheel bestaande uit land. Abbotsford ligt op ongeveer 412 m boven zeeniveau.

## Plaatsen in de nabije omgeving
De onderstaande figuur toont nabijgelegen plaatsen in een straal van 16 km rond Abbotsford.